# Taimour Abdulwahab al-Abdaly
Taimour Abdulwahab al-Abdaly (også stavet Taymour Abdulwahab) var en svensk-iraker, der gennemførte  Terrorangrebet i Stockholm 2010.
Han skal være født i Mellemøsten i 1981 og siden 1991 eller 1992 haft svensk statsborgerskab.
Han studerede fysioterapi på Bedfordshire Universitet i Luton.
Ifølge islamiske hjemmesider var Taymour Abdulwahab på træningslejr i gruppen Den islamiske stat Irak, der har nære forbindelser til al-Queda.
Hans kone og tre små børn bor stadig i Luton.
Han havde oprettet en profil på den muslimske dating-hjemmeside Muslima, og der hedder det, at han flyttede til Sverige i 1992, blev gift i 2004 og har to piger. 
Han skrev, at han søger endnu en ægtefælle.